# Villers-Farlay
Villers-Farlay és un municipi francès situat al departament del Jura i a la regió de Borgonya - Franc Comtat. L'any 2007 tenia 491 habitants.

## Demografia

### Població
El 2007 la població de fet de Villers-Farlay era de 491 persones. Hi havia 188 famílies de les quals 48 eren unipersonals (20 homes vivint sols i 28 dones vivint soles), 72 parelles sense fills, 44 parelles amb fills i 24 famílies monoparentals amb fills.
La població ha evolucionat segons el següent gràfic:
Habitants censats

### Habitatges
El 2007 hi havia 231 habitatges, 192 eren l'habitatge principal de la família, 19 eren segones residències i 20 estaven desocupats. 194 eren cases i 34 eren apartaments. Dels 192 habitatges principals, 144 estaven ocupats pels seus propietaris, 45 estaven llogats i ocupats pels llogaters i 3 estaven cedits a títol gratuït; 1 tenia una cambra, 4 en tenien dues, 23 en tenien tres, 48 en tenien quatre i 116 en tenien cinc o més. 166 habitatges disposaven pel capbaix d'una plaça de pàrquing. A 93 habitatges hi havia un automòbil i a 87 n'hi havia dos o més.

### Piràmide de població
La piràmide de població per edats i sexe el 2009 era:
| Homes | Edats   | Dones |
| ----- | ------- | ----- |
| 0     | 95 o +  | 0     |
| 0     | 90 a 94 | 0     |
| 0     | 85 a 89 | 4     |
| 0     | 80 a 84 | 0     |
| 16    | 75 a 79 | 12    |
| 20    | 70 a 74 | 16    |
| 4     | 65 a 69 | 16    |
| 20    | 60 a 64 | 16    |
| 16    | 55 a 59 | 20    |
| 4     | 50 a 54 | 8     |
| 8     | 45 a 49 | 8     |
| 28    | 40 a 44 | 12    |
| 4     | 35 a 39 | 8     |
| 20    | 30 a 34 | 24    |
| 8     | 25 a 29 | 0     |
| 12    | 20 a 24 | 0     |
| 20    | 15 a 19 | 20    |
| 20    | 10 a 14 | 12    |
| 4     | 5 a 9   | 12    |
| 8     | 0 a 4   | 24    |

## Economia
El 2007 la població en edat de treballar era de 300 persones, 203 eren actives i 97 eren inactives. De les 203 persones actives 194 estaven ocupades (106 homes i 88 dones) i 9 estaven aturades (6 homes i 3 dones). De les 97 persones inactives 37 estaven jubilades, 23 estaven estudiant i 37 estaven classificades com a «altres inactius».

### Ingressos
El 2009 a Villers-Farlay hi havia 200 unitats fiscals que integraven 498 persones, la mediana anual d'ingressos fiscals per persona era de 15.771 €.

### Activitats econòmiques
Dels 20 establiments que hi havia el 2007, 1 era d'una empresa extractiva, 1 d'una empresa alimentària, 1 d'una empresa de fabricació d'altres productes industrials, 4 d'empreses de construcció, 5 d'empreses de comerç i reparació d'automòbils, 2 d'empreses financeres, 1 d'una empresa de serveis, 2 d'entitats de l'administració pública i 3 d'empreses classificades com a «altres activitats de serveis».
Dels 4 establiments de servei als particulars que hi havia el 2009, 1 era una fusteria, 2 lampisteries i 1 electricista.
L'únic establiment comercial que hi havia el 2009 era una fleca.
L'any 2000 a Villers-Farlay hi havia 11 explotacions agrícoles.

## Equipaments sanitaris i escolars
El 2009 hi havia una escola elemental integrada dins d'un grup escolar amb les comunes properes formant una escola dispersa.

## Poblacions més properes
El següent diagrama mostra les poblacions més properes.